# Флоријан Ајдини
Флоријан Ајдини је ромски глумац. Једина улога на филму му је у остварењу Емира Кустурице, Црна мачка бели мачор у којем игра Зарета Дестанова.